# 許志北
許志北（1894年4月8日—1960年4月3日），菲律賓華僑，菲律宾洪门进步党理事长，後因支持共產黨遭位於台灣的國民黨政權逮捕，病死台灣。

## 生平
許志北生於清光緒十九年，太岳傳芳、瑤林衍派。晉江龍湖泉州府南門外十七、十八都梧坑村人（吾坑村），自幼隨尊人南渡菲島謀生，先在其季父店中學藝及學習經營之術。由於克勤克儉，認真經營，逐漸積累資金，後來便開辦“振成肥皂廠”，暢銷呂宋島及全菲各地。美國的格羅哥Gloco化學品公司看上了許志北的經營能力和銷售網絡，便同他聯營，把“力士”LUX牌的香皂在他的“振成肥皂廠”加工，包裝後在全菲銷售，因而獲得巨利。此後便又擴展業務，經營菲律賓著名的特產椰油生意，同時又開設“振興布莊”，從事布匹進出口批發業務。至光復以後，許志北又開辦保險公司，隷屬於美國民主黨財團的系統，在全菲顧客很多。由於眾多的工商事業的收益，創業成功,家財巨富,遂為菲律賓叱吒風雲的華僑巨商。許至北創辦菲律賓「洪門進步黨」，任洪門進步黨理事長、黨魁。以商場所獲之利創辦洪光學校，並任《僑商公報》董事長。許志北擁護共產黨，支持捐助中國抗日戰爭等事業。
許志北創業成功，家財巨富之後，也積極參與華僑社會活動，由於他為人急公好義，樂善好施，所以被推舉為菲律賓洪門進步黨的領導人之一，獲得了會眾的擁護，大家稱之為“頭手的”。
1951年11月，遭中華民國政府以「支持左派」為罪名，秘密押送入獄，是年五十七歲，在獄中遭受迫害折磨至雙目失明。 
1960年4月3日於台灣台安醫院去世。
許至北在中國抗戰勝利後，匯款到吾坑村賑濟貧困村民。中國共產黨在此地建立政權后，將故鄉自家志成兄弟樓無償提供給鄉政府及駐軍使用。

## 抗日功绩
早在抗戰以前，許志北就熱心教育事業，他著手創辦洪光學校，並著重聘請很多進步人士來校任教，如“抗日反奸大同盟的領導人許立（許敬誠）就曾在該校任教，因而培養了不少進步學生，當日本入侵菲島以後，很多人參加了”菲律賓抗日反奸大同盟”、“菲律賓華僑抗日遊擊支隊”和“抗日鋤奸義勇軍”等革命隊伍，為菲華抗日事業作出了卓越的貢獻。
當抗日戰爭全面爆發後，以李清泉為抗敵會會長的“南僑籌賑會”所屬機構，提出“有力出力，有錢出錢”的愛國救亡口號，向華僑各界進行勸募。許志北既熱心捐助，同時也暗中支持馬尼拉華僑左派組織許立、許志猛等，同進步組織的關係密切。

## 国共内战时期
抗日戰爭結束後，進入國共內戰，各方勢力爭奪菲律賓華僑力量。時南京國民政府針對左翼華僑，不斷地向菲律賓政府提出黑名單。根據國民黨特務所提供的情報，菲律賓政府秘密逮捕了二十個華僑，其中包括有工人，店員、教師和商人，他們都是僑界種頗有聲望的人物。在這裡極右政治氣氛的籠罩下，菲律賓華僑社會業方式了巨大的變化，首先是光復後便被解散的“華支”隊員和“抗反”成員及一些進步人士受到監視和迫害。有一些早已提前回國參加解放戰爭或其他革命工作。一些留在菲律賓的進步人士則隱姓埋名，避居山頂或州府。除此之外一些比較同情進步力量的社會賢達，也被羅織罪名，然後加以迫害，許志北就是這些受害者中最為突出的一個。
當年許志北的南洋保險公司代理的是美國民主黨的保險公司在菲律賓的保險業，而他的椰油生意和進出口貿易的業務，都是同美國民主黨系統的商業來往關係的，而當共和黨的艾森豪威爾執政後，該黨的商業系統，特別是保險業，進出口業務和椰油商，都想在馬尼拉另找一個代理人來取代許志北所擁有的業務。
蔣介石政權退守台灣後，仍被大部分國家承認合法性，時國民黨駐菲律賓黨總支部負責人施逸生和柯俊智，他們打聽許志北同馬尼拉“進步”組織有較好的關係，並也曾經資助過《僑商公報》、洪光學校、以及洪門以外的一些進步組織，還有抗日名將蔡廷鍇，左派領導人許敬誠（許立）、許志猛等，他們便羅織罪狀，認為許志北曾在日寇佔領日期“資敵”，而菲律賓國防部長麥賽賽早已得到美國官方的授意，並且有國民黨駐菲總支部的材料，於是，在美、菲和蔣介石政權三方的配合下，導演了一場迫害許志北的醜劇。
在美、菲、蔣三方共同策劃之時，許志北也曾得到菲方上層人物的友好告誡，讓他暫時離開菲律賓以避不漏之禍。但許志北自己認為並無犯任何一方違背法律的事，所以便問心無愧地安居在馬尼拉。
但菲律賓國防部長麥賽賽，在美國共和黨首領的授意之下，瞞著菲律賓總統季裡諾和副總統佩斯，以“通共”的罪名秘密將許志北逮捕，並秘密地押赴在邦邦牙省的菲律賓呂宋空軍機場，連夜用專機押送到台灣的台北市，將許志北囚禁在台灣的火燒島。
1950年9月，僑社開始被烏雲籠罩，菲律賓政府以「結交中國共產黨」的罪名逮捕20名華僑，兩個月後的1950年11月22日，菲律賓軍事情報機構把洪門進步黨理事長許志北逮捕入獄。
1950年12月，菲國防部炮製了“許志北事件”，指控富商許志北的“資共罪行”：
第一，捐贈2萬美金給中國共產黨，補助中共在南洋開展中國共產黨活動的經費；
第二，在1946年資助菲律賓人民解放軍10萬比索。
第三，為共黨做宣傳工作。又與共黨聯繫匯款接濟福建晉江縣長許集美（後來的泉州市首任市長）。
這場“許志北共產案”震撼了菲律賓菲華朝野，菲律賓右翼政府宣佈，清算許志北在菲律賓的財產，共達八十三個MILLION（每桶一百多萬）之多，時等價於四千一百五十萬美元。有如此巨大財產的富商，竟然會犯“共產黨”罪名而被菲律賓政府押配出境，監禁台灣。消息傳開，整個菲華社會為之震驚，法紀和人權，無法保障，排華越演越烈。
台北蔣家政權，早垂漣許志北在菲律賓這巨額的財產已久，便立即派員到馬尼拉，要把馬尼拉許志北這八十三個million 的巨額財產引渡到台灣，於是一場爭肉分骨的分贓戲碼，在台北、馬尼拉兩個政府之間激烈地進行著。
1951年菲律賓國防部清算許志北在菲律賓的財產後，秘密將其押往台北。許志北在台灣被監禁長達十年之久，1961年含冤病逝。“許志北事件”後，菲律賓排華反共浪潮越演越烈，此後擁有一千二百萬比索（折合六百萬美元）家產的華僑商人陳禮波，亦以“共產分子”的罪名，被季裡諾政府遣送台北。

## 在台灣含冤而死
許志北被逮捕入獄後，菲律賓中國洪門聯合總會，也被菲律賓政府指為「中國共產黨駐菲總支部」，人心惶惶，五屬會務及時停頓，成為真空，而洪光學校也被視為「中共在菲的文化宣傳機關」，面臨被關閉的危機。
1952年許志北被台灣省保安司令部軍事法庭判無期徒刑，之後，由於許志北身患重病得以保外就醫，但在中華民國立法委員林兢忠的壓力下，許志北遂於1954年九月被重新收押。
許志北無端遭受這場飛來的橫禍，被囚禁在台灣的火燒島，後來由進步人士安排許志北先生之子許經汪夫婦前往台灣照顧，當時菲律賓和台灣兩地的眾多許氏宗親，特別是台北一帶眾多的許氏漁民深知許志北遭受冤屈，設法加以營救，因此台北政府唯恐這些許氏漁民到火燒島劫出許志北，據說採用極其殘忍的手段，密令火燒島的醫生為許志北注射一種毒劑，使許志北雙目失明。
1961年許志北病逝於台北市，這位當年在馬尼拉商界叱吒風雲的人物，愛國愛鄉的華僑領袖，洪門進步黨“頭手的”，就這樣犧牲在美、菲、蔣三方政權聯合迫害之下。

## 附加圖像

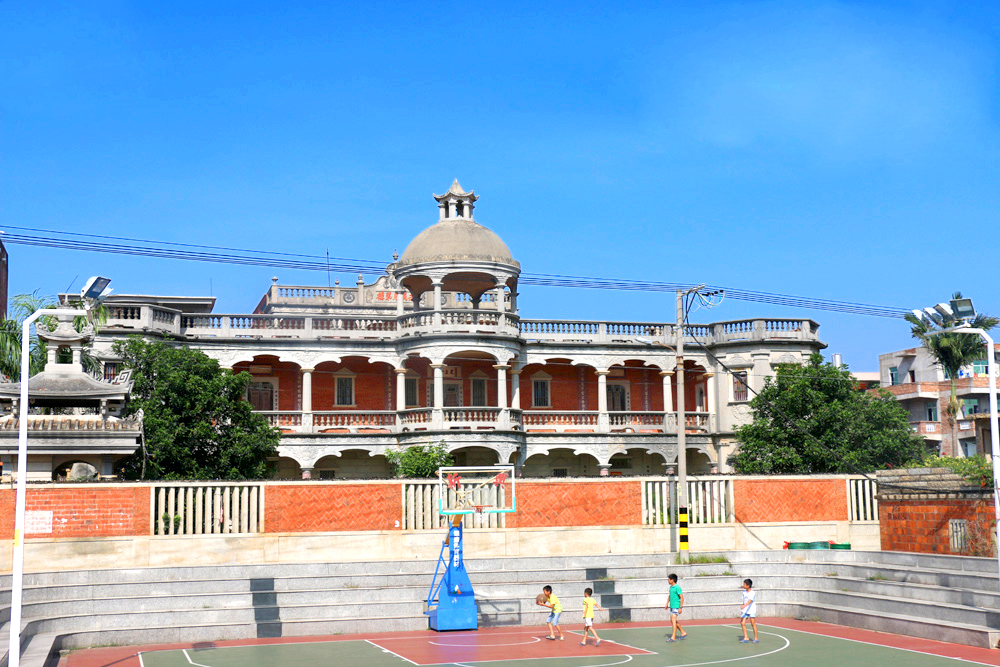
許志北在家鄉的番仔樓-志成兄弟樓
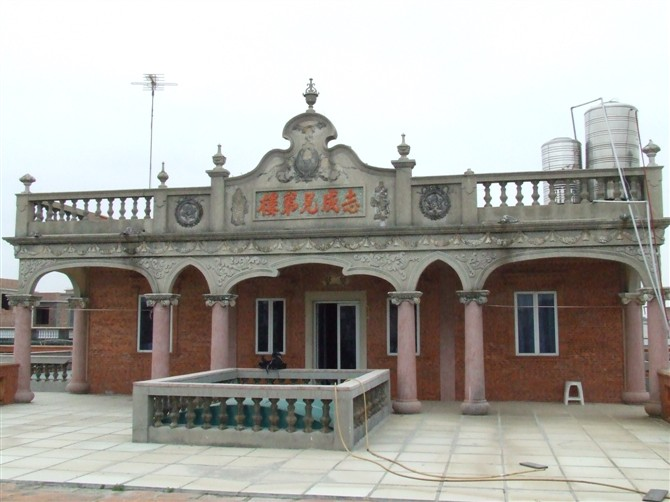
許志北在家鄉的番仔樓-志成兄弟樓
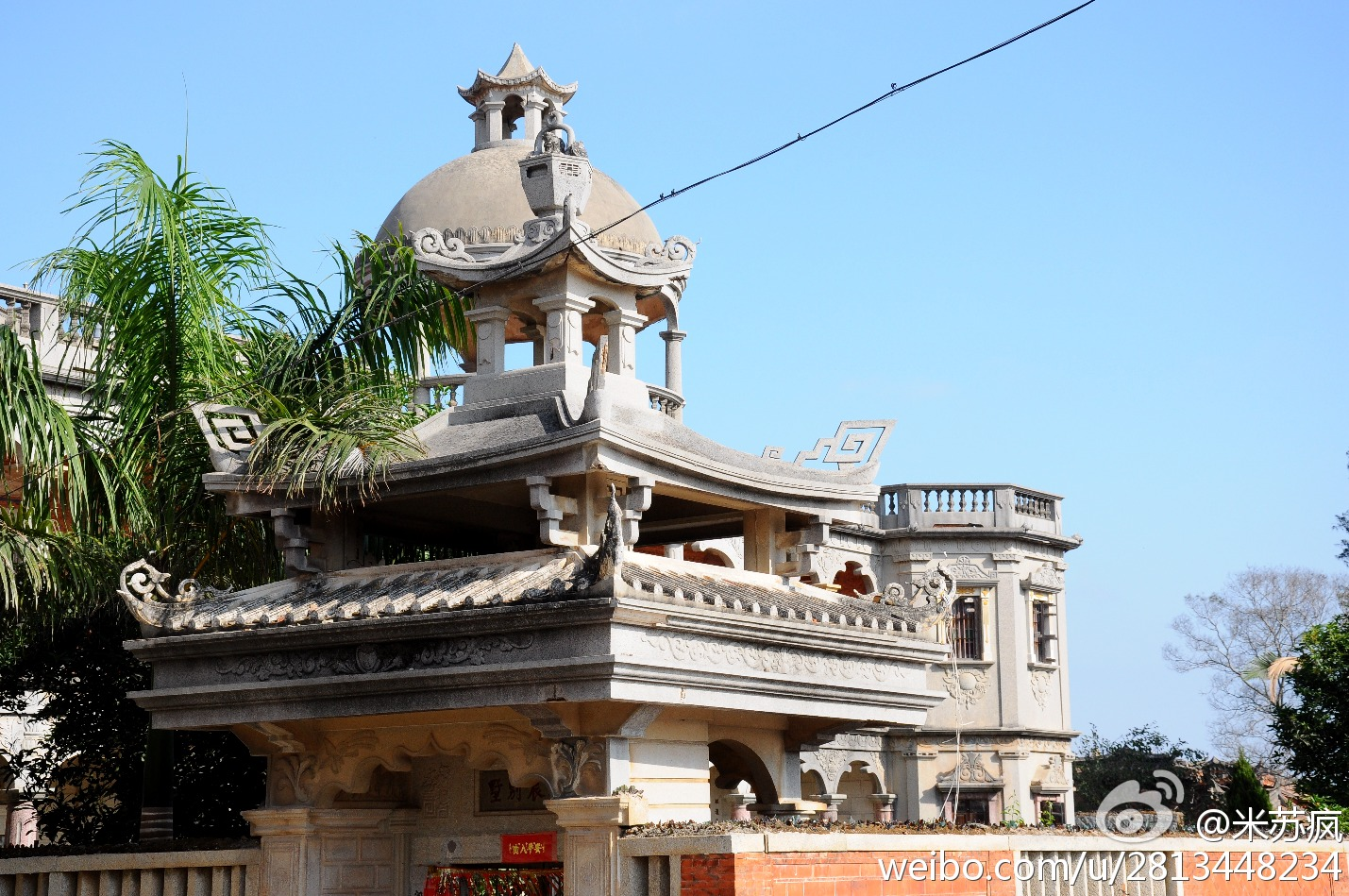
許志北在家鄉的番仔樓-志成兄弟樓
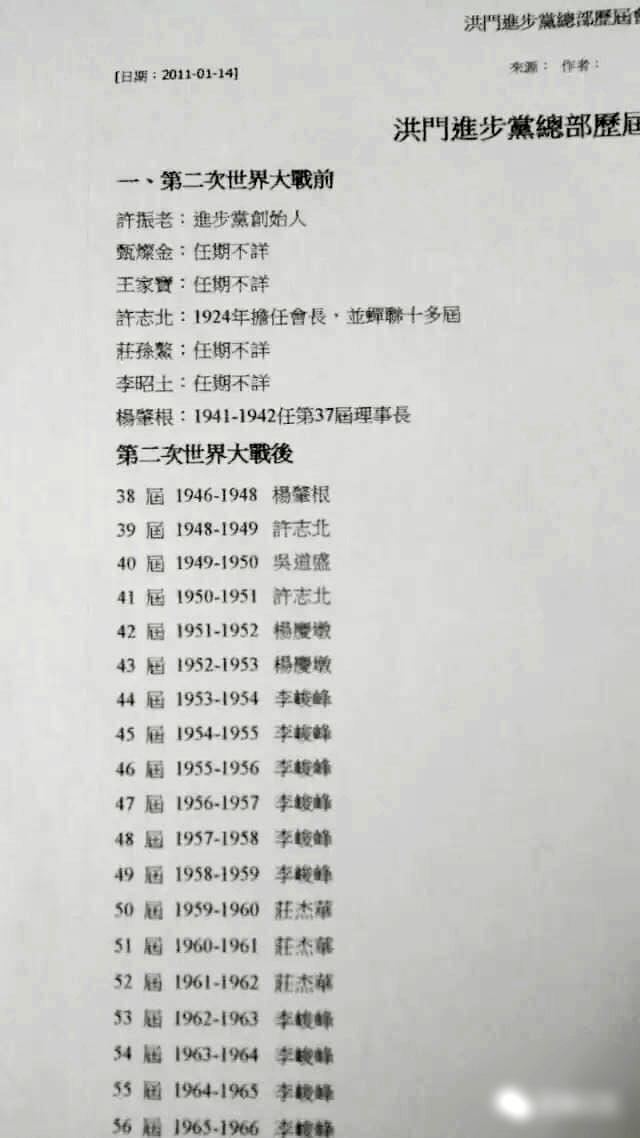
擔當菲律賓洪門進步黨黨魁